# عمران لوزه
عمران لوزه (انگلیسی: Imran Louza؛ زادهٔ ۱ مهٔ ۱۹۹۹) بازیکن فوتبال اهل فرانسه است.
از باشگاه‌هایی که در آن بازی کرده‌است می‌توان به باشگاه فوتبال نانت اشاره کرد.
وی همچنین در تیم‌های ملی فوتبال زیر ۲۰ سال مراکش، زیر ۲۰ سال فرانسه، زیر ۲۱ سال فرانسه، و مراکش بازی کرده‌است.